# Lucien Febvre

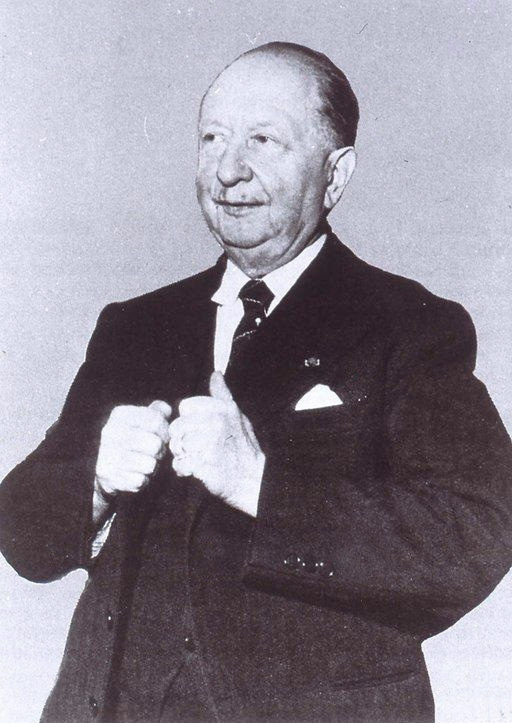
Lucien Febvre

Lucien Febvre (* 22. Juli 1878 in Nancy; † 26. September 1956 in Saint-Amour, Département Jura) war ein französischer Historiker. Zusammen mit Marc Bloch begründete er die einflussreiche Annales-Schule in der Geschichtswissenschaft.

## Leben
Sein Vater war Oberschullehrer. Während seines Studiums an der École normale supérieure (1899–1902) wurde Lucien Febvre von dem Historiker Gabriel Monod, besonders aber von dem Geographen Paul Vidal de la Blache nachhaltig beeinflusst. Neben seinem Studienfach Geschichte besuchte er auch Vorlesungen über Geographie, Philosophie, Literatur- und Sprachwissenschaften sowie über Kunstgeschichte. 1911 promovierte er mit einer Arbeit über Philipp II. und die Franche-Comté – der er auch zwei seiner nächsten Werke widmete – und bekam anschließend eine Stelle an der Universität Dijon. Nachdem er am Ersten Weltkrieg aktiv teilgenommen hatte, wechselte er 1919 an die Universität Straßburg. Hier erschien sein bedeutendes Werk La Terre et l’évolution humaine (Die Erde und die menschliche Evolution), in dem er sich mit dem Gebiet der Humangeographie beschäftigte und besonders einige der Thesen Friedrich Ratzels kritisierte. 1920 lernte er an der Universität Straßburg Marc Bloch kennen, mit dem er sich bis 1933 fast täglich austauschte und eng zusammenarbeitete.
1933 wurde Febvres an das Collège de France berufen. Er begründete mit Anatole de Monzie die 20-bändige Encyclopédie française (1935–1966), die keine alphabetisch gegliederte Enzyklopädie ist, sondern durch eine thematische Aufteilung wissenschaftliche Zusammenhänge deutlich machen will. Als sein wichtigster Schüler gilt Fernand Braudel.
Im Rahmen der Annales-Schule prägte Febvre besonders die Mentalitätsgeschichte. Sein Ziel war eine Kontextualisierung von Hochkultur und Volkskultur mit Hilfe verwandter Wissenschaften wie Soziologie, Ethnologie, Linguistik und Geographie. So behandelte er 1941 in einem Aufsatz unter Einbeziehung psychologischer, sprach- und verhaltenswissenschaftlicher Methoden den Zusammenhang zwischen Sensibilität und Geschichte. Diese interdisziplinäre Erweiterung der Geschichtswissenschaft sollte eine effektivere Analyse ganzer Gesellschaften möglich machen (histoire totale). Anhand von Einzelstudien erforschte Febvre außerdem die Geistes- und Mentalitätsgeschichte des Zeitalters der Reformation, so insbesondere in seinen Büchern über Martin Luther (1928) und das Religionsverständnis von François Rabelais (1942).
An der Universität der Franche-Comté in Besançon trägt das Centre Lucien Febvre seinen Namen.

## Nachlass
Seit 1998 ist ein umfangreicher Nachlass Febvres der Forschung zugänglich, der sich seit 2017 im Nationalarchiv befindet.

## Schriften (Auswahl)
- Philippe II et la Franche-Comté. Étude d’histoire politique, religieuse et sociale. Champion, Paris 1912. Neuausgabe Paris 2009, ISBN 978-2-262-01519-0.
- Notes et documents sur la Réforme et l’Inquisition en Franche-Comté. Champion, Paris 1911.
- Histoire de la Franche-Comté. Boivin, Paris 1912.
- La Terre et l’évolution humaine. Albin Michel, Paris 1922.
- Un Destin: Martin Luther. Rieder, Paris 1928.
  - In deutscher Übersetzung als Martin Luther. Hrsg., übersetzt und mit einem Nachwort von Peter Schöttler. Campus, Frankfurt am Main 1996, ISBN 3-593-35467-5.
- Le problème de l’incroyance au 16e siècle. La religion de Rabelais. Paris 1942; 2. Auflage 1968.
  - In deutscher Übersetzung als Das Problem des Unglaubens im 16. Jahrhundert. Die Religion des Rabelais. Mit einem Nachwort von Kurt Flasch. Aus dem Französischen von Grete Osterwald. Klett-Cotta, Stuttgart 2002, ISBN 3-608-91673-3.
- mit Albert Demangeon: Le Rhin. Problèmes d’histoire et d’économie. Armand Colin, Paris 1935.
  - In deutscher Übersetzung als Der Rhein und seine Geschichte. Hrsg., übersetzt und mit einem Nachwort von Peter Schöttler. Campus, Frankfurt 1994, ISBN 3-593-35152-8.
- Amour sacré, amour profane. Autour de l’Héptaméron. Gallimard, Paris 1944.
  - In deutscher Übersetzung als Margarete von Navarra (1128–1183). Eine Königin der Renaissance zwischen Macht, Liebe und Religion. Hrsg., übersetzt und mit einem Nachwort von Peter Schöttler. Campus, Frankfurt 1998.
- Das Gewissen des Historikers. Hrsg. und aus dem Französischen übersetzt von Ulrich Raulff, Wagenbach, Berlin 1988, ISBN 3-8031-3539-7. Fischer Taschenbuch, Frankfurt am Main 1990, ISBN 3-596-10332-0.
- Der neugierige Blick. Leben in der französischen Renaissance. Mit einem Vorwort von Peter Burke. Aus dem Französischen von Gabriele Ricke und Ronald Voullié. Wagenbach, Berlin 1989, ISBN 3-8031-2171-X. Neuauflage 2000, ISBN 3-8031-2385-2.